# Абишев, Бахытжан Алимбаевич
Бахытжан Алимбаевич Абишев (каз. Бақытжан Әлімбайұлы Әбішев; 17 июля 1947, Актюбинск, Казахская ССР — 18 января 2017, Алма-Ата, Казахстан) — советский и казахстанский скульптор.

## Биография
В 1969 году окончил Алма-Атинское художественное училище, в 1975 году — Московский художественный институт им. В.И. Сурикова.
С 1971 года постоянный участник республиканских и зарубежных выставок. В 1976 году начал преподавать композицию и скульптуру в Алма-Атинском художественном училище. С 1978 года — преподаватель Алма-Атинского театрально-художественного института им. Т. Жургенова.
Автор памятников Т. Бокину в городе Алма-Ате (пр. Ленинского комсомола Казахстана, 1976), Жамбылу (Международный пр. им. Жамбыла, 1996), Бухар жырау, Машхур Жусуп Копееву, Султанмахмуту Торайгырову в Павлодарской области, Алие Молдагуловой в Актюбинской области, Исатаю и Махамбету в Атырау, «Жертвам Великой Отечественной войны» в Жанакорганском районе Кызылординской области, а также скульптур Абу Насра ал-Фараби, Махамбета, К. Байсеитовой и других. Многие работы Абишева находятся за рубежом: скульптура «Олимпиец» — в штаб-квартире Международного олимпийского комитета в швейцарском городе Лозанна, «Кюйши» — в Германии, «Томирис» — в Москве.
Жена — Шамшагуль Мендиярова (род. 1947), советская и казахская актриса кино и театра. Заслуженная артистка Республики Казахстан.

## Награды и премии
- 1980 — Премия Ленинского комсомола Казахстана;
- 1996 — Международная премия им. Жамбыла;
- 2000 — Медаль «За трудовое отличие»;
- 2006 — Заслуженный деятель Казахстана.